# Poli (canción)
«Poli» es el tercer sencillo publicado por la Banda de Rock Indie Zoé, extraído del álbum Reptilectric, se convirtió en éxito de las principales emisoras de Latinoamérica y Radios de Habla Hispana de Estados Unidos, formó parte también de los más pedidos del canal MTV y formó parte de la lista de los 40 principales del último trimestre del 2008.
La canción tiene versiones como la de la fusión con la canción Love en el MTV Unplugged/Música de fondo, una producción y mezcla de Schneider TM, que forma parte del Reptilectric revisitado, y en las compilaciones 01-10 publicadas solo para España y que cuentan con la colaboración de Annie-B-Sweet

## Personal
En el Unplugged participaron
- León Larregui - voz líder, guitarra acústica.
- Ángel Mosqueda - guitarra acústica.
- Andrés Sánchez - Bajo.
- Sergio Acosta - Ukelele.
- Jesús Báez - teclados.
- Rodrigo Guardiola - batería, Percusión.
- Chetes - guitarra acústica, coros.
- Denise Gutiérrez - coros, Egg shaker.
- Yamil Rezc -  Percusiónes.
- Phil Vinall - Arpa de boca.

## Lista de canciones
| Lista de canciones |                                             |          |  |
| N.º                | Título                                      | Duración |  |
| 1.                 | «Poli» (Versión del álbum)                  | 3:20     |  |
| 2.                 | «Poli/Love» (MTV Unplugged/Música de Fondo) | 4:18     |  |

## Posicionamientos
| Posicionamientos (2003)     | Máxima Posición |
| --------------------------- | --------------- |
| Los 40 Principales México   | 6               |
| MTV Los Diez Más Pedidos    | 5               |
| México Top 100              | 5               |
| Los 40 Principales Colombia | 9               |